# Xuedytes bellus
 (mai 2023).
Xuedytes
Genre
Espèce
Statut de conservation UICN

DD : Données insuffisantes
Xuedytes bellus, unique représentant du genre Xuedytes, est une espèce d'insectes coléoptères cavernicoles de la famille des Carabidae endémique de Chine.

## Répartition, habitat
Xuedytes bellus se rencontre dans la région autonome du Guangxi (république populaire de Chine). Il vit dans des grottes et s'est adapté à la vie dans la pénombre. Ce carabe a été découvert dans le Karst de Du'an, dans le Nord de cette région.

## Description
Xuedytes bellus mesure à peine 9 mm et présente un corps compact, mais allongé. Ses pattes et ses antennes sont fines, et il n'a pas d'ailes.

## Classification
Le genre Xuedytes et l'espèce Xuedytes bellus ont été décrits en 2017 par les entomologistes chinois Ming-Yi Tian (d) et Sun-Bin Huang (d) dans une publication coécrite avec Dian-Mei Wang (d)

### Étymologie
Le nom générique, Xuedytes, dérive des termes chinois Xue, « grotte » suivi du suffixe dytes commun à plusieurs genres de cette famille.
L'épithète spécifique, du latin bellus, « beau », fait référence à ce magnifique coléoptère.

### Publication originale
- [2017] (en) Mingyi Tian, Sunbin Huang et Dianmei Wang, « Discovery of a most remarkable cave-specialized trechine beetle from southern China (Coleoptera, Carabidae, Trechinae) », ZooKeys, Sofia, Pensoft Publishers (d), vol. 725, no 725,‎ 29 décembre 2017, p. 37-47 (ISSN 1313-2989 et 1313-2970, OCLC 248547717, PMID 29362539, PMCID 5769675, DOI 10.3897/ZOOKEYS.725.21040, lire en ligne). .